# Orgel der Evangelischen Kirche in Kleinich
Die Orgel der Evangelischen Kirche in Kleinich ist ein Spätwerk der dritten Generation der Hunsrücker Orgelbauerfamilie Stumm. Sie entstand im Jahr 1809 und verfügt über 15 Register, die sich auf ein Manual und Pedal verteilen; das Register „Vox humana“ ist wohl das letzte von Stumm gebaute Register dieser Art. Das Instrument wurde zuletzt 1986 restauriert und ist heute noch weitgehend im Originalzustand erhalten.

## Geschichte
In einem Vertrag zwischen dem Kirchspiel Kleinich und Franz Stumm vom 21. Juli 1806 wird ein Orgelneubau für 1280 Rheinische Gulden und 3 Carolin Trinkgeld vereinbart. Anhand einer Signatur auf dem Wellenbrett der Pedalkoppel hinter der Kniefüllung im Spieltisch sowie nach einer Inschrift an der Rückwand des Orgelgehäuses kann die Entstehung der Orgel auf das Jahr 1809 datiert werden. Eingeweiht wurde die Orgel am 18. Juli 1809. Das Instrument stammt aus der dritten Generation der Hunsrücker Orgelbauerfamilie Stumm, die vor allem von Philipp (1734–1814), Franz (1748–1826) und Friedrich Carl (1744–1823) Stumm geprägt wurde. Durch die Orgel wurde der Bau der Evangelischen Kirche zu Kleinich, die aus den Jahren 1789/90 stammt, vollendet. Die Orgel war die erste Orgel in der neuen Kirche und auch im Vorgängerbau war keine Orgel aufgestellt.
Kleine Ausbesserungen erfolgten 1811 und 1817 durch Stumm. Im Jahr 1847 reparierte Josef Claus aus Lieser die Orgel. Gustav Stumm (siebte Generation) aus Kirn ersetzte die drei Keilbälge im Jahr 1887 durch einen Magazinbalg und tauschte die Register Gamba 8′ und Trompete 8′ durch Aeoline 8′ und Gamba 8′ aus. Die zinnernen Prospektpfeifen wurden 1917 für die Rüstungsindustrie abgeliefert und nach dem Ersten Weltkrieg ersetzt. Die Firma Oberlinger reinigte die Orgel im Jahr 1954. Ein Jahr später wurde ein elektrisches Gebläse eingebaut. Pläne zur Restaurierung bestanden seit den 1960er Jahren. Dem Vorschlag der Firma Oberlinger, die Vox humana 8′ durch eine Trompete 8′ zu ersetzen, die dieser besser die Stimmung halte, wurde nicht entsprochen. Eine empfohlene Erweiterung der Pedalklaviatur auf 25 Töne kam aus historischen Gründen ebenfalls nicht zur Ausführung.
Für die Restaurierung bewilligte die Kreissynode 1981 einen Zuschuss von 150.000 DM. Weitere Zuschüsse vom Landeskirchenamt und Landesdenkmalamt sowie Eigenmittel der Gemeinde sicherten die Finanzierung. In den Jahren 1985 bis 1986 restaurierte die Firma Johannes Klais Orgelbau die Orgel nach strengen denkmalpflegerischen Maßstäben. Die ursprüngliche Stimmung konnte nicht ausgemacht werden, sodass die später gelegte gleichstufige Stimmung beibehalten wurde. Als reversible Maßnahme erhielten die Pfeifenstöcke elastische Dichtungsringe. Klais stellte die Disposition von 1809 wieder her. Durch Zinnpest korrodierte Pfeifenfüße wurden ersetzt, zwei Keilbälge rekonstruiert und die nicht mehr original erhaltene Manualklaviatur erneuert. Als Vorbild für die Klaviatur und die Orgelbank diente die Stumm-Orgel in Einöllen (1813). Die Wiedereinweihung erfolgte am 8. Juni 1986. Die Gesamtkosten für die Restaurierung beliefen sich auf 244.259 DM.

## Beschreibung
Die Orgel wurde von Friedrich Carl und Franz Stumm in der Brüstung der Ostempore auf einer eigenen Empore über und hinter dem Kanzelaltar eingebaut, wie es oft heißt „im Angesicht der Gemeinde“. Die Gliederung des Gehäuses folgt der für Stumm charakteristischen Gliederung, die zwischen 1750 und 1828 von den Stumm häufig ausgeführt wurde: Die Aufteilung der Pfeifenfelder spiegelt diesen spätbarocken Typ war. Der siebenachsige Prospekt weist drei Rundtürme auf. Der überhöhte runde Mittelturm wird von zwei schmalen Flachfeldern flankiert, die sich an den Mittelturm anschmiegen. Zwei schmale, erniedrigte Rundtürme bilden den Übergang zu den äußeren Harfenfeldern, die sich über geschwungenem Grundriss erheben.
Die Gestaltung der Verzierungen weist ins Empire. Die Lambrequins sind mit Lorbeerkränzen verziert, die Pfeifensockel mit Medaillons und die Bogenfriese mit Girlanden. Die schmalen Blindflügel haben Lorbeerzweige. Eine Inschrift am Untergehäuse trägt die Inschrift aus 1 Kor 16,13 : „Wachet, steht im Glauben, seid männlich und seid stark!“
Die Windladen der Manual sind geteilt. Die Manual-Schleifen sind ungewöhnlicherweise nicht beledert. Stattdessen wurde eine Fundamenttafel auf den Kanzellenkorpus aufgeleimt. Das Pedal ist hinterständig auf dem Emporenboden aufgestellt und umfasst lediglich 15 Töne. Im Gegensatz zur Manual-Windlade ist der Kanzellenkorpus der Pedal-Windlade nicht gespundet. Der Tremulant ist ein originaler Flügeltremulant. Die Pedalkoppel greift über ein Wellenbrett in die Manualklaviatur. Das Zungenregister Vox humana in Kleinich ist wohl das letzte, das die Orgelbauerfamilie Stumm gebaut hat.

## Disposition seit 1986 (= 1809)
| I Manual C–f3 |                      |        |     |
| 01.           | Principal            | 8′     | K   |
| 02.           | Bourdon B/D          | 8′     | S   |
| 03.           | Gamba B/D            | 8′     | K   |
| 04.           | Traversflöte (ab c1) | 8′     | S/K |
| 05.           | Octav                | 4′     | S/K |
| 06.           | Flaut B/D            | 4′     | S   |
| 07.           | Quint                | 3′     | S   |
| 08.           | Octav                | 2′     | S   |
| 09.           | Salicional           | 2′     | S   |
| 10.           | Terz                 | 1 3⁄5′ | S   |
| 11.           | Mixtur III           | 1′     | S   |
| 12.           | Trompete B/D         | 8′     | K   |
| 13.           | Vox humana B/D       | 8′     | S   |
|               | Tremulant            |        | S   |

| Pedalwerk C–d0 |          |     |   |
| 14.            | Subbaß   | 16′ | S |
| 15.            | Oktavbaß | 8′  | S |

- Koppel: I/P (S)

S = Stumm, 1809
K = Klais, 1985/1986

### Technische Daten
- 15 Register, 15 Pfeifenreihen
- 2 rekonstruierte Keilbälge
- Traktur:
  - mechanische Tontraktur
  - mechanische Registertraktur
- Stimmung:
  - Höhe a1= 452 Hz bei 16 °C, Cornettton
  - gleichstufig

## CD-Aufnahmen
- Zwei berühmte Stumm-Orgeln im Dialog. Bad Sobernheim & Kleinich. DDD, Ambiente 2008 (Franz Raml spielt Werke von Raison, J. C. F. Fischer, Speth, J. S. Bach, J. L. Krebs, Vogt)[15]

Sonstige Aufnahmen
- All You Need Is Love (The Beatles), gespielt von Johannes Schmieden (2014).
- Piano Man (Billy Joel), gespielt von Johannes Schmieden (2014).
- Weihnachts-Oratorium, 1. Sehnsucht nach dem Erlöser (Heinrich Fidelis Müller), gespielt von Gerrit Schmieden (2016).